# Blaser
Blaser Jagdwaffen GmbH — німецький виробник вогнепальної зброї. Спеціалізується на виробленні мисливської зброї: дробовиків і гвинтівок. Компанію заснував 1957 року Хорст Блазер. Компанія відома, перш за все, своєю гвинтівкою Blaser R93, яка набула великої популярності в Європі як мисливська зброя. 1997 року компанія злилась з Sigarms, але продовжує виробляти мисливську зброю автономно.

## Історія

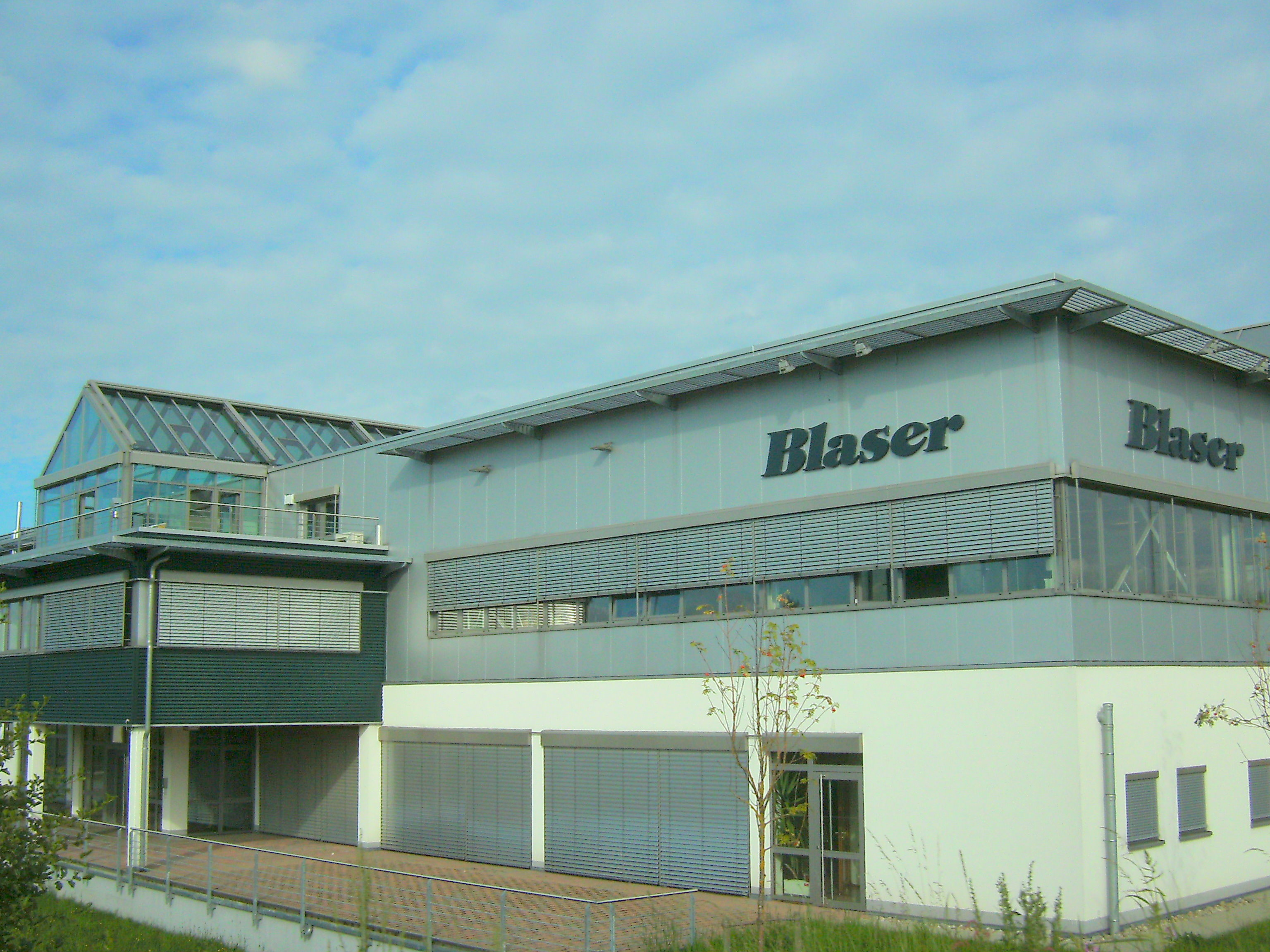
Будівля заводу Blaser

Компанію заснував 1957 року майстер-зброяр Хорст Блазер. Спочатку компанія розробляла і спеціалізувалась на різних видах бюксфлінтів. Виріб компанії — Blaser 60 — була першою німецькою гвинтівкою, яка повністю вироблялась за допомогою машин. 1971 року на заводі Blaser працювало 40 співробітників. 1985 року Хорст Блазер продав свою компанію, в якій на той час працювало близько 60 людей, підприємцю Герхарду Бленку. У наступні 12 років компанія пережила найбільше зростання, кількість робітників зросло втричі. У цей час компанія Blaser вже була сильним гравцем на ринку мисливської зброї і могла конкурувати з такими підприємствами як Mauser.
У 1997 році компанію Blaser об'єднали зі швейцарською компанією Schweizerische Industrie Gesellschaft (SIG). SIG, своєю чергою, є материнською компанією для SIG Sauer, яка спеціалізується на випуску самозарядних пістолетів і штурмових гвинтівок. 2000 року компанію Sigarms (з 2007 року — SIG Sauer Inc.) продали холдингу Lüke & Ortmeier Gruppe, який також володіє компаніями Sauer & Sohn, Kettner, Mauser Jagdwaffen GmbH і Mauser. Також холдингу належить завод SIG Sauer в Швейцарії — Swiss Arms. Станом на 2013 рік в компанії Blaser працювало близько 350 співробітників.
Blaser експортує свою зброю в усьому світі. Найпопулярнішою за кількостями продаж серед гвинтівок компанії залишається Blaser R 93, 100 000 копій якої були продані протягом перших трьох років виробництва. З 2003 року також виготовляється дробовик Blaser F3, а з 2008 року почався випуск другої моделі R 93, яка виробляється паралельно з першою моделлю.

## Продукція

### Мисливські гвинтівки
- Blaser BD 14
- Blaser R8
- Blaser F3
- Blaser S2
- Blaser D99
- Blaser B97
- Blaser K95
- Blaser B95
- Blaser R93
- Blaser 700/88
- Blaser 750/88
- Blaser SR 850/88
- Blaser BD 880
- Blaser SR 850
- Blaser ES 700
- Blaser B75

### Спортивна зброя
- Blaser Tactical 2
- Blaser F3